# Copris colmanti
Copris colmanti är en skalbaggsart som beskrevs av Gillet 1908. Copris colmanti ingår i släktet Copris och familjen bladhorningar. Inga underarter finns listade i Catalogue of Life.